# Pachygonidia odile
Pachygonidia odile là một loài bướm đêm thuộc họ Sphingidae. Nó được tìm thấy ở Ecuador.
Sải cánh dài 65 đối với con đực và 69 mm đối với con cái. Nó có thể phân biệt với các loài Pachygonidia khác màu cánh trước và cánh sau.
Mỗi năm loài này có thể có nhiều thế hệ.